# ليو روابوغو
ليو روابوغو (بالإنجليزية: Leo Rwabwogo) (3 يونيو 1949 – 14 يناير 2009) هو ملاكم أوغندي راحل، مثّل بلاده في الألعاب الأولمبية الصيفية في دورتي 1968 و1972.

## روابط خارجية
ليو روابوغو على موقع أوليمبيديا (الإنجليزية)